# کوره‌جان (ماسال)
کوره‌جان یک روستا در ایران است که در استان گیلان واقع شده‌است. کوره‌جان ۲۷۷ نفر جمعیت دارد.